# Utiel (stacja kolejowa)
Utiel (hiszp. Estación de Utiel) – stacja kolejowa w miejscowości Utiel, w prowincji Walencja, we wspólnocie autonomicznej Walencja, w Hiszpanii.
Jest obsługiwana przez pociągi linii C-3 Cercanías Valencia przewoźnika Renfe.

## Położenie stacji
Znajduje się na linii Aranjuez – Walencja w km 264,9.

## Historia
Stacja została otwarta dla ruchu od 1 października 1885 wraz z ukończeniem odcinka Sieteaguas-Utiel, linii Walencja – Cuenca. Prace były prowadzone przez Sociedad de los Ferrocarriles de Cuenca a Valencia y Teruel, które w 1886 roku stała się znane jako Compañía de los Caminos de Hierro del Este de España. W 1891 linia przeszła pod zarząd Norte. Spółka zarządzała linią do 1941 roku, kiedy to utworzono RENFE.
Od 31 grudnia 2004 Renfe Operadora zarządza liniami kolejowymi, podczas gdy Adif jest właścicielem infrastruktury.

## Linie kolejowe
- Aranjuez – Walencja

## Połączenia
| Linia MD | Pociągi  | Z/Do                    |  | Do/Z                |
| -------- | -------- | ----------------------- |  | ------------------- |
| 48       | Regional | Madryt Chamartín Cuenca |  | Valencia-San Isidro |